# Solnizata

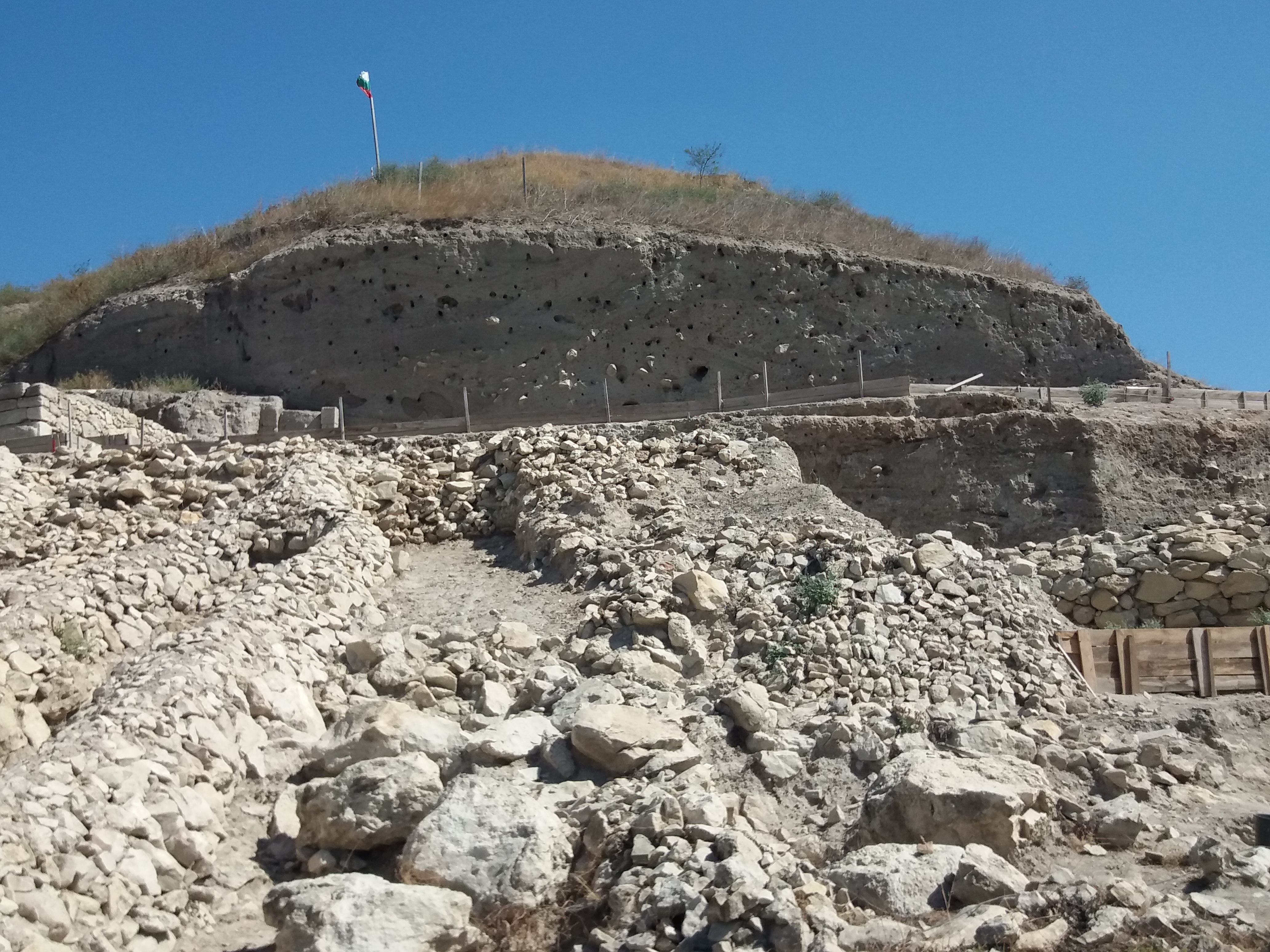

Solnizata (bulgarisch Солницата, deutsch „Die Saline“) war eine kupferzeitliche Siedlung südlich der Stadt Prowadija im Osten von Bulgarien. Bulgarische Archäologen halten den Ort für die älteste Stadt Europas.

## Beschreibung

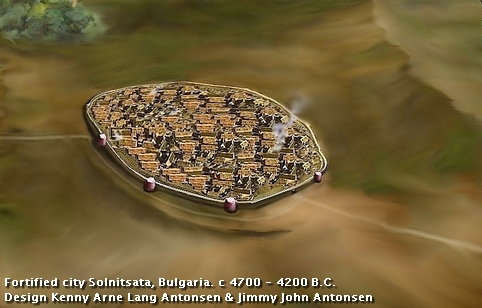
Rekonstruktionsversuch der „Stadt“

Solnizata war vor mehr als 6 Jahrtausenden eine neolithische Salzproduktionsstätte. Ihre Blütezeit lag zwischen 4700 und 4200 v. Chr. Salz war zu jeder Zeit ein entscheidender Rohstoff. Das Salz von Solnitsata zeichnet sich durch besondere Reinheit aus. Der Gehalt von Natriumchlorid in der Sole liegt bei 67 %. Sole wurde in flachen Schüsseln erhitzt, um das Wasser zu verdampfen. Die Siedlung war ummauert, aber nicht völlig verschieden zu zeitgenössischen Tellsiedlungen der Epoche. Auch wenn die Bevölkerung auf etwa 350 Personen geschätzt wird, hält der Archäologe Wassil Nikolow Solnizata für einen Ort, der alle Kriterien einer prähistorischen Stadt erfüllte. So gab es zweistöckige Gebäude. Dies wird aber allgemein nicht anerkannt, da die kulturellen Kriterien einer Stadt nicht erfüllt wurden.
Eine große Ansammlung von Goldobjekten in der Nähe hat die Archäologen dazu geführt, darüber zu spekulieren, dass der Salzhandel zu erheblichem Wohlstand der Bewohner führte. So wurde ein goldener Anhänger mit einem Gewicht von 24 Karat Gold gefunden.
Die Stätte ist vermutlich von einem Erdbeben zerstört worden.
Für die Ackerbau treibende Bevölkerung des Neolithikums muss aus ernährungsphysiologischen Gründen eine Salzzufuhr aus externen Quellen vorausgesetzt werden. Die Nachweismöglichkeiten sind für das mitteleuropäische Neolithikum bislang aber sehr beschränkt.